# Бромоформ
Бромоформ (трибромметан) CHBr3 — галогеналкан, бесцветная жидкость со сладковатым запахом хлороформа, легко разлагается на воздухе под действием света. Небольшое количество синтезируется растениями в океане. Плохо растворим в воде, одна часть на 800 частей воды, и легко испаряется в атмосферу. Большая его часть образуется при хлорировании воды для обеззараживания.
Бромоформ один из тригалогенметанов и родственно связан с фтороформом, хлороформом и йодоформом. Смешивается со спиртами, хлороформом, бензолом, диэтиловым эфиром, петролейным эфиром, ацетоном и маслами.
Может быть получен по галоформной реакции между ацетоном и гипобромитом натрия, также электролизом раствора бромида калия в этаноле или обработкой хлороформа бромидом алюминия.

## Применение
Производится в промышленности в небольших количествах. Раньше применялся как растворитель, седативный препарат и в качестве огнетушительного средства. Применяют при синтезе ряда фармацевтических препаратов. Сейчас в основном применяют как реагент в лабораторной практике.
Благодаря относительно высокой плотности бромоформ часто применяется для разделения минералов. Если один из минералов плотнее, а другой легче бромоформа то по закону Архимеда первый потонет, второй всплывёт. Если плотность бромоформа слишком велика для разделения смеси, то его разбавляют более лёгкими растворителями.

## Безопасность
Трибромметан обладает общетоксичным действием. ЛД50 для мышей 7,2 ммоль/кг, или 1,8 г/кг.
ПДК в воздухе 5 мг/м³. Класс опасности — 3.